# Leslie Baumann
Leslie Baumann, MD es una dermatóloga, autora e investigadora estadounidense con sede en Miami, Florida. Fundó el Centro de Dermatología Cosmética en la Universidad de Miami en 1997 y es la fundadora y directora ejecutiva del Instituto de Investigación y Cosmética Baumann.
Baumann es autora de varios libros de texto de dermatología y del éxito de ventas de The New York Times, The Skin Type Solution. También es autora de columnas regulares para el Miami Herald, Dermatology News y Yahoo! Health.

## Trasfondo
Baumann nació y creció en Lubbock, Texas. Asistió a la Universidad de Texas para sus estudios universitarios y luego se graduó de Baylor College of Medicine. Baumann completó su residencia en la Facultad de Medicina Leonard M. Miller de la Universidad de Miami.

## Carrera
En 1997, Baumann fundó el Centro Cosmético de la Universidad de Miami, el primer centro operado por una universidad dedicado a la dermatología cosmética en los Estados Unidos. Trabajó como profesora en la universidad, así como directora del Centro de Estética durante 13 años. En 2007, fundó el Baumann Cosmetic & Research Institute (BCRI), una instalación de 800 metros cuadrados en Miami. Ha dirigido estudios de investigación para la Administración de Alimentos y Drogas de los EE. UU. (FDA) para investigar procedimientos cosméticos como el uso de Myobloc (toxina botulínica) para tratar las líneas del entrecejo, y botox y Myobloc para tratar la sudoración excesiva de las palmas de las manos y las axilas. También ha participado en más de 20 ensayos clínicos de productos para el envejecimiento de la piel, el contorno corporal o el rejuvenecimiento facial, incluidos Juvéderm, Sculptra y otros.
En 2002, Baumann publicó Dermatología cosmética: principios y práctica. La segunda edición de Dermatología cosmética: principios y práctica se publicó en 2009. En 2014, Baumann publicó Cosmecéuticos e ingredientes cosméticos.

### The Skin Type Solution
Baumann fue autor del best-seller The New York Times The Skin Type Solution en 2005. El libro se basa en la investigación de Baumann sobre ingredientes cosmecéuticos y tipos de piel individuales. En 2014, Baumann inició el 'Sistema de franquicias de soluciones para el tipo de piel', una red de distribución minorista basada en la investigación de su libro, La solución para el tipo de piel, y el cuestionario, conocido como 'Indicador del tipo de piel de Baumann' (BSTI).